# Phare de Langøytangen
Le phare de Langøytangen (en norvégien : Langøytangen fyr)  est un phare actif situé sur l'île de Langøya, dans la commune de Bamble, comté de Telemark.
Il est géré par l'administration côtière norvégienne (en norvégien : Kystverket).

## Historique
Le phare de Langøytangen est situé à l'extrême sud de l'île de Langøya, après la zone de conservation du paysage de Langøya, face à Langesund.
Le phare a été implanté en 1839 et la résidence actuelle du gardien de phare date de 1939. Une cloche à brume a été installée en 1887, une corne de brume en 1913, un avertisseur sonore en 1953. En 1990, le phare a été automatisé.
Dans la maison du gardien de phare, il y a une maison d'hôtes où vous pouvez passer la nuit.

## Caractéristiques dufeu maritime
Identifiant : ARLHS : NOR-152 ; NF-044200 - Amirauté : B2598 - NGA : 0852.

### Galerie

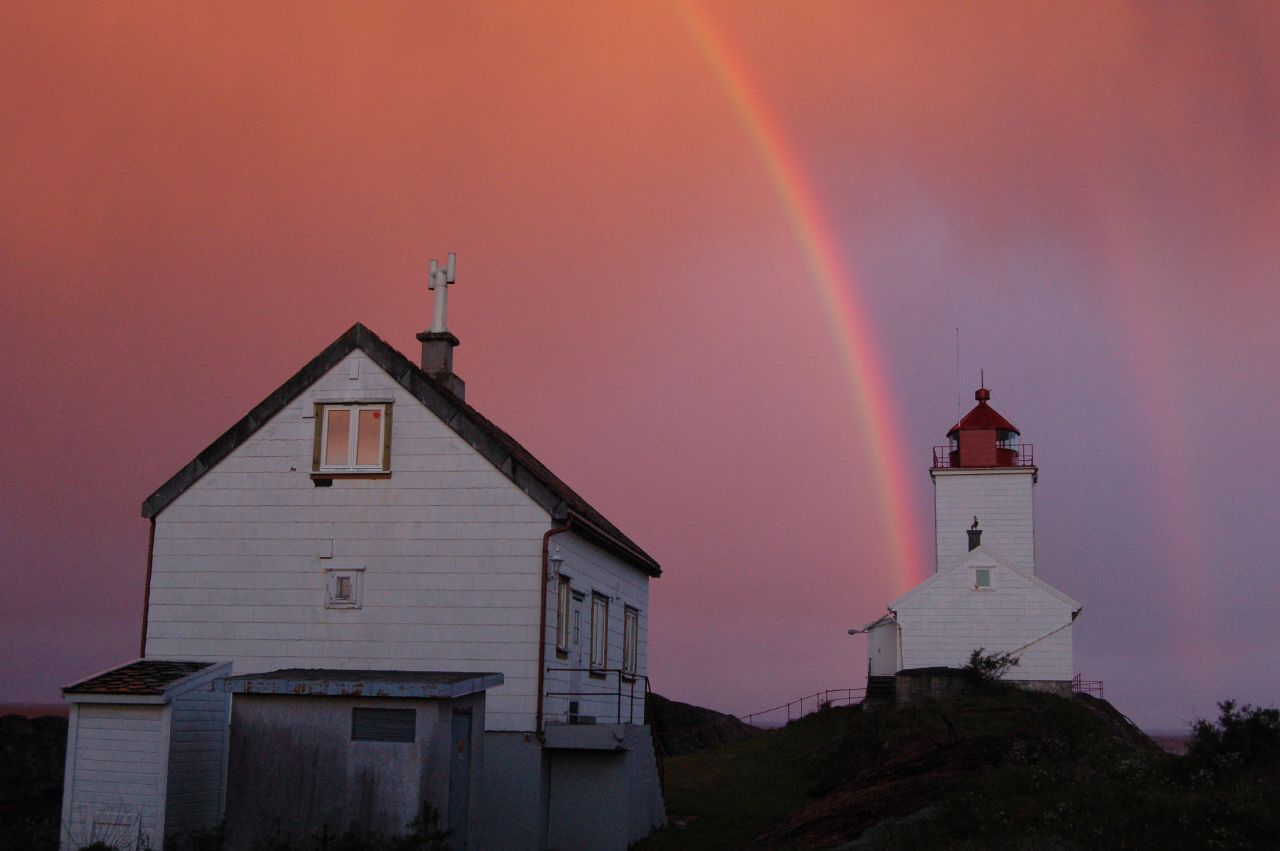
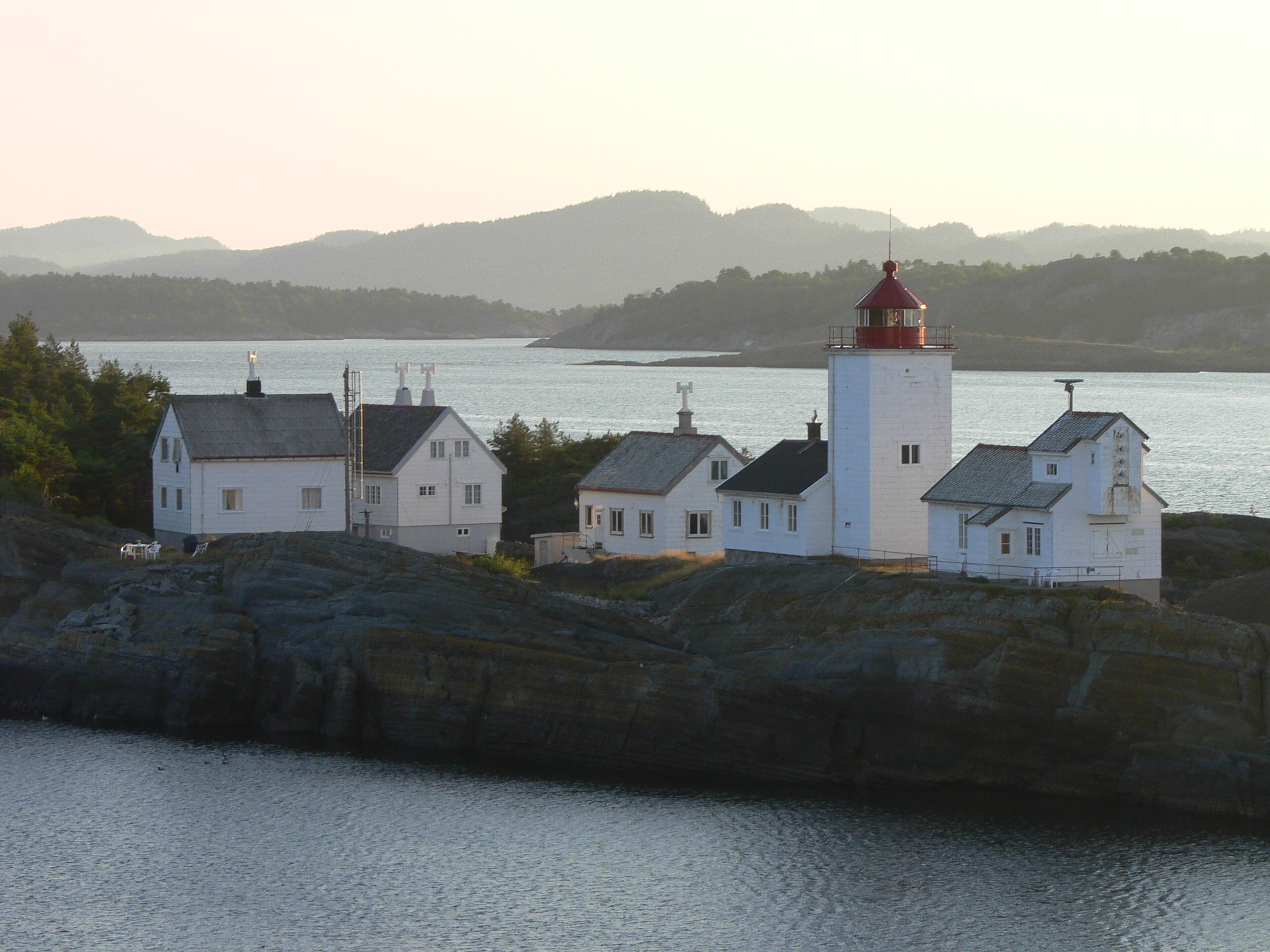

### Lien connexe
- Liste des phares de Norvège